# Мультипітч
Мультипітч (англ. multi-pitch) — скельний маршрут, розбитий на кілька вертикальних відрізків, ділянок — пітчів. Кожен пітч зазвичай має свою індивідуальну категорію складності, що позначається відповідно класифікації маршрутів.
Скельний маршрут розбивається на пітчі з метою:
- організації надійної страховки;
- зміни ведучого у зв'язці;
- підйому залишених на пітчі закладок і гаків, використаних для організації проміжних точок страховки першим скелелазом у зв'язці, для подальшого їх використання на наступному пітчі;
- подолання протяжного скельного маршруту (скельної стіни), що перевищує довжину мотузки;
- використання залишених попередніми скалолазами надійних страхувальних місць із вбитими гаками.

Між пітчами провідний скелелаз організовує страхувальну станцію, з якої здійснює страховку наступного учасника зв'язки.
Проходження мультіпітча є різновидом скелелазіння у зв'язках.
За кордоном мультіпітчами називають будь-які скельні маршрути протяжністю понад одну мотузку.
У нас[де?] цей новий термін у скелелазінні означає найчастіше підготовлений для проходження вільним лазіння скельний маршрут з організованими базами — станціями для організації страховки.
Популярні мультіпітчі зазвичай мають власні імена, наприклад, мультіпітчі в Криму: «Балалайка», «Блакитна Хвиля», «Лівий ромб», «Аліна».

### Ресурси Інтернету
- Про мультипітч на сайті «ClimbLife» (рос.)
- Проходження мультіпітчі на Сардинії, Італія на YouTube
- "SHTRIKH" - new multipitch on mount Fisht (Russia). Sotnik M., Shaferov S. на YouTube